# Thé au Kenya

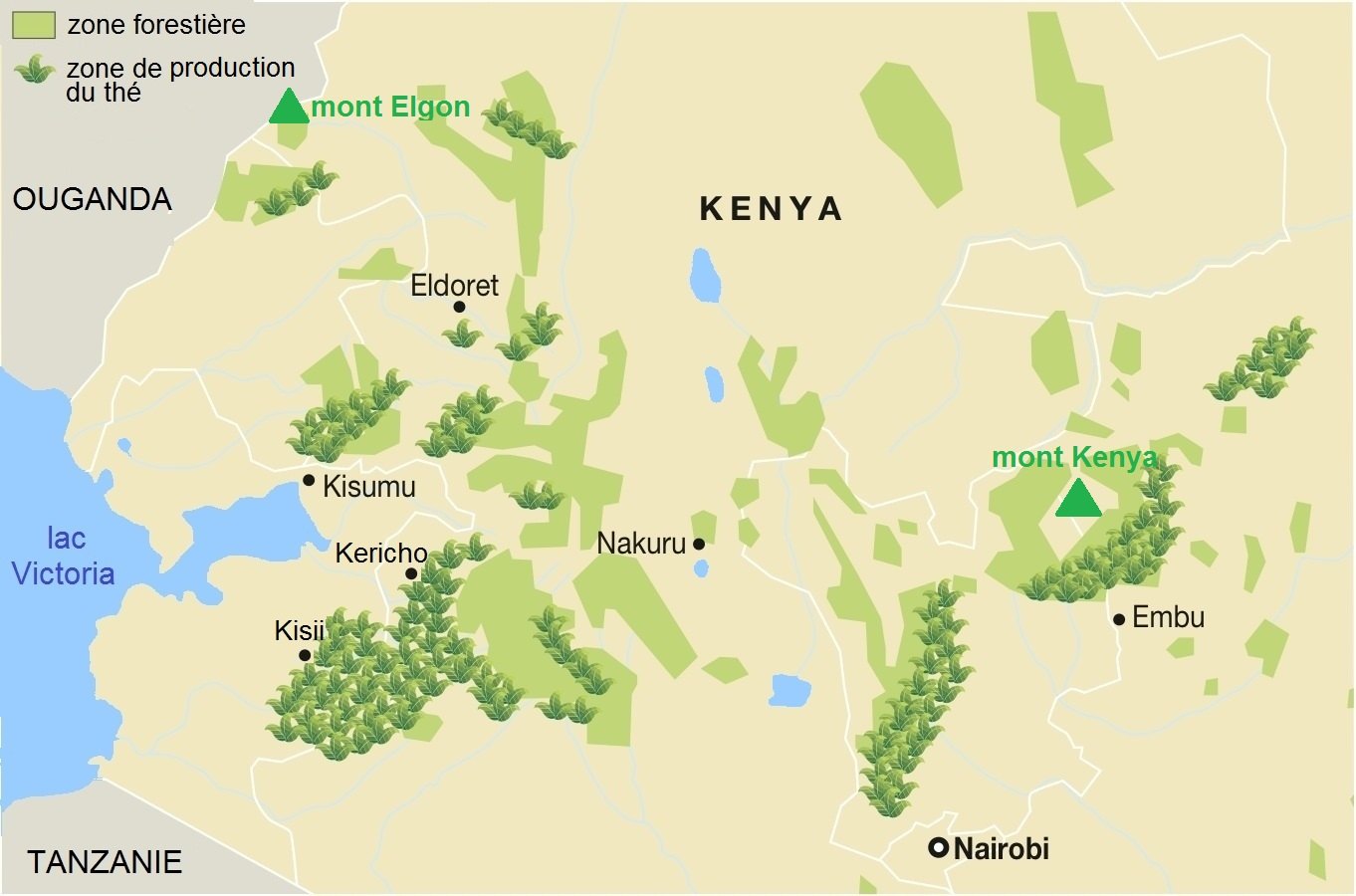
Zones de production du thé au Kenya

Introduit lors de la colonisation britannique, le thé au Kenya est une grande source de richesse pour le pays, puisqu'il représente le quart des exportations. Le Kenya est d'ailleurs le premier exportateur mondial de thé.

## Histoire

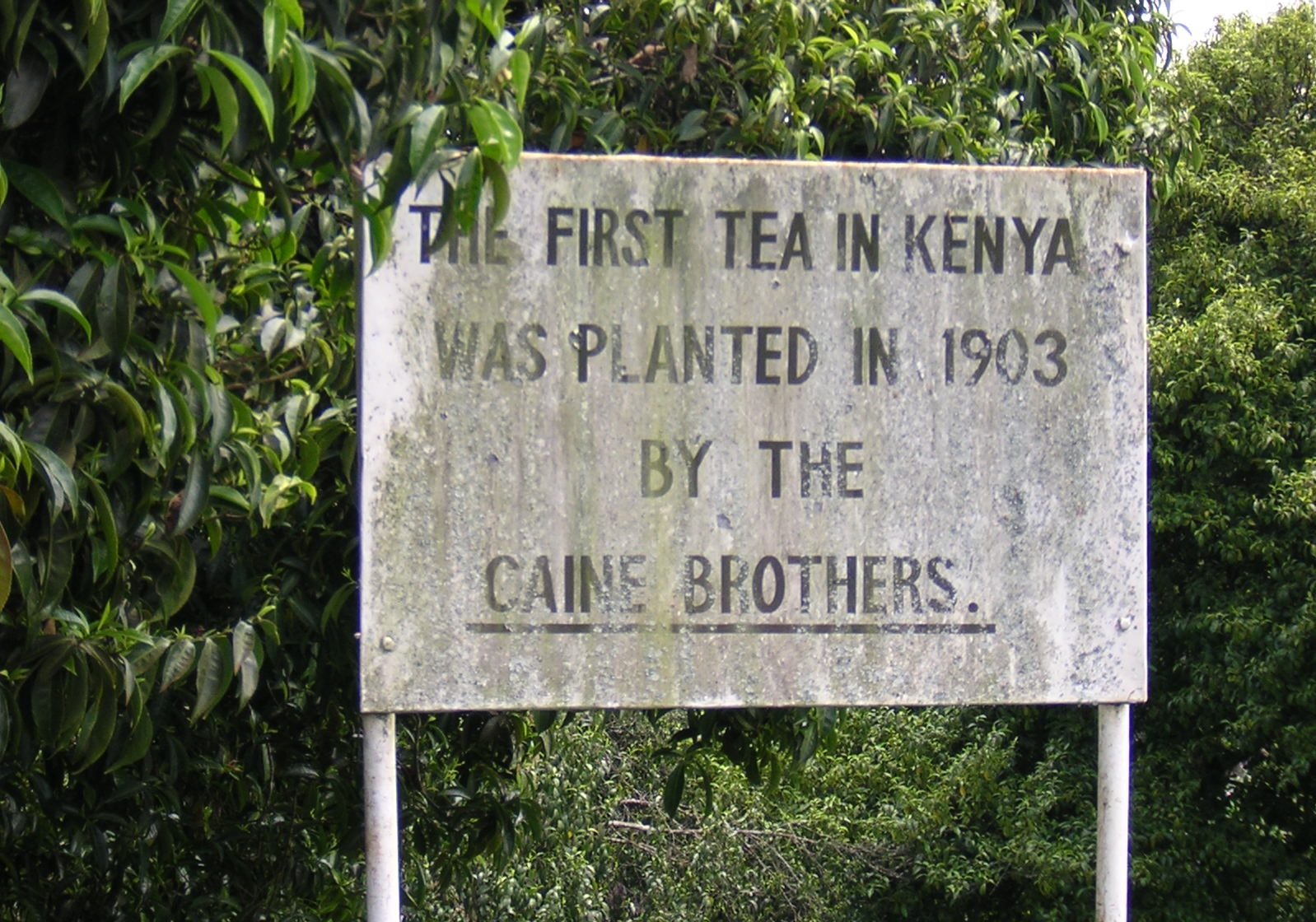
Plaque commémorant la première plantation de théiers au Kenya

Les premiers théiers sont plantés à Limuru en 1903 par G.W.L. Caine, un colon encouragé par la politique de migration des citoyens britanniques vers le Kenya.Il ne cherche pas à exploiter commercialement cette plantation, qui a une visée purement esthétique.
En 1918, Arnold Butler McDonnelle plante 9 hectares de théiers à Kiambethu, près de Nairobi, après s'être essayé sur les mêmes terres, sans succès en raison de l'altitude, aux cultures du lin, du maïs et du café. Sa production de thé noir est commercialisée dès 1926 et est exportée vers Londres à partir de 1933.
Le Kenya Tea Board est créé en 1950 pour réguler l'industrie du thé et coordonner la recherche et la promotion du thé dans le pays. Avec l'indépendance en 1963, le Special Crops Development Authority, autorité coloniale, se transforme et devient le Kenya Tea Development Authority (KTDA), dont la mission est notamment de soutenir les petits producteurs.

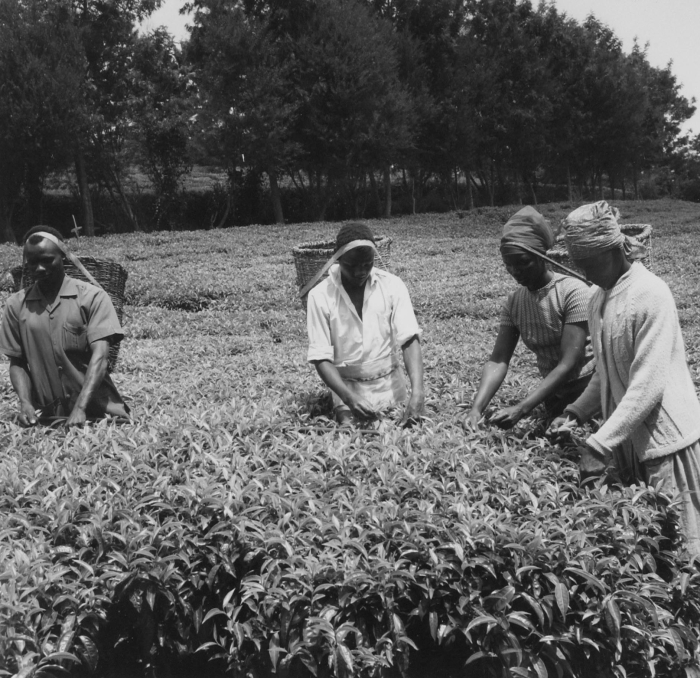
Cueilleurs de thé en 1973. Le bâton de bambou indique l'endroit où la cueillette a été interrompue afin de pouvoir la reprendre au même endroit. Tropenmuseum

La production augmente fortement dans la seconde moitié du XXe siècle, passant de 18 000 tonnes en 1963 à 294 000 tonnes à la fin des années 1990. Le Tea Research Institute est fondé en 1980 pour améliorer la qualité des cultures, adapter la production au changement climatique, développer de nouveaux cultivars et assurer la promotion du thé. Le KTDA devient une organisation privée en 2000 et se renomme la Kenya Tea Development Agency.

## Production
La grande majorité de la production Kenya est consacrée au thé noir CTC, mais la part de thés orthodoxes, noir, vert ou oolong, est en constante augmentation, notamment à cause d'une crise des exportations de CTC liée à une surproduction couplée à une baisse de la demande,.

### Climat
Le climat, chaud et humide, avec assez de pluies pour pouvoir récolter du thé tout au long de l'année ; il y a toutefois une alternance de saisons sèches, correspondant aux mois de janvier, février et juillet, période propice à la récolte des thés de qualité, et une saison des pluies, où la quantité de thé récoltée est telle que les usines de transformation du thé tournent alors 24h/24, six jours par semaine.
En raison de la forte humidité, la cueillette se fait dans des grands paniers aérés, afin d'empêcher les feuilles franchement cueillies de fermenter.

### Plantations

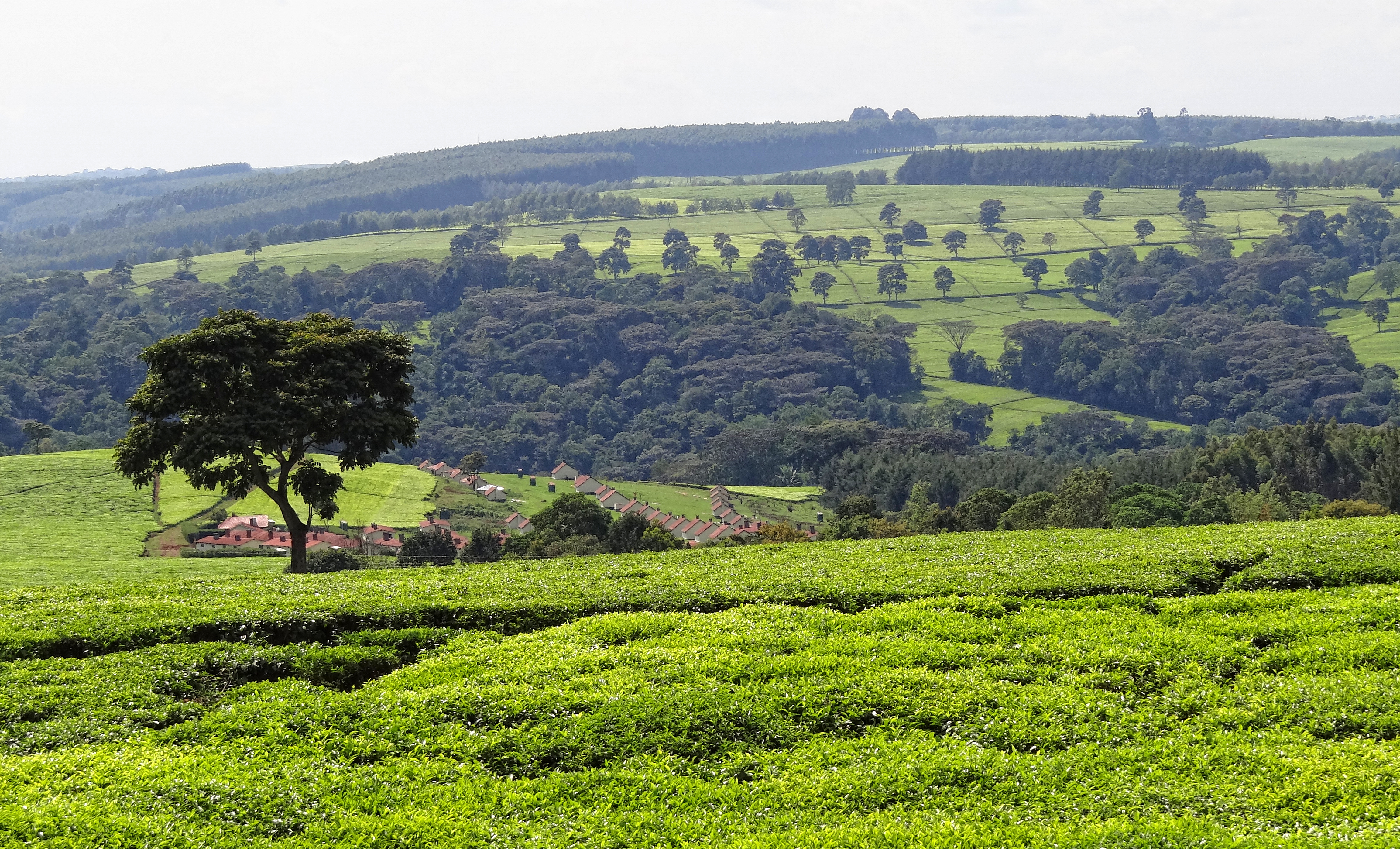
Plantations de thé à Kericho en 2012

La vallée du Grand Rift, à l'ouest de Kericho, est la plus grande région productrice de thé du Kenya, avec près de 10 000 hectares de plaintes d'altitude cultivés, en majorité au sein de très grandes plantations : Unilever, installé depuis 1924, y possède 28 plantations et 8 usines ; James Finlay, présent depuis 1925, 9 plantations et 4 usines, enfin, ou Williamson, établi dans les années 1950, possède 4 plantations ayant chacune son usine. Y sont aussi présentes d'autres entreprises plus petites ainsi que 11 usines de la Kenya Tea Development Agency qui transforme la production des petits producteurs de la région. Dans cette région est maintenue une couverture forestière importante, soit d'arbres natifs, soit en replantant des eucalyptus, afin de lutter contre l'érosion des sols, fournir du bois alimentant les usines de transformation du thé et surtout pour permettre à l'eau venue du lac Victoria de tomber en pluie sur les théiers.
Le comté de Kisii compte lui aussi 10 000 hectares de plantations installées sur des sols volcaniques et possédés en grande majorité par des petits paysans qui transforment leurs productions dans les 12 usines de la KTDA organisées en coopératives. En 2012, la KTDA lance un programme de plantation d'1.8 million d'arbres par an pour lutter contre le changement climatique.
Dans les collines du comté de Nandi, où les plantations de thé s'étendent sur un millier d'hectares, une partie des petits paysans se détourne dans les années 2010 de la production de thé pour se consacrer à d'autres cultures plus rentables. L'Eastern Produce Kenya Ltd, une entreprise établie au Sri Lanka qui s'est ensuite installée en Afrique de l'Est, achète le thé à près de 7 500 propriétaires terriens avant de le transformer en thé noir CTC. C'est aussi dans cette région qu'est installée la première ligne de production totalement automatisée de thé du pays, qui produit à la fois du thé noir CTC et des thés orthodoxes noirs, verts et blancs.
Les plantations des pentes sud du Mont Kenya sont dominées par la manufacture Kangaita, installée en 1965 et qui achète la production de 5 730 paysans pour produite des thés noirs CTC, ainsi que des thés noirs et blancs orthodoxes.
Enfin, du thé noir, CTC et ordoxe, est aussi produit sur les pentes de l'Aberdare, au nord de Nairobi.

### Organisation économique
60̥% de la production de thé au Kenya est réalisée dans de petites propriétés, le reste dans de larges entreprises.

### Thés kényans
Les thés orthodoxes du Kenya ont des arômes fruités, épicés, avec des notes maltées.

## Le thé violet, TRFX 306
A la fin des années 1990, la Tea Research Foundation of Kenya met au point un cultivar violet du théier assamica qui est cultivé à partir de 2011. La feuille est riche en anthocyanidine, et le marketing autour de ce thé se concentre sur ses effets sur la santé, en particulier les vertus de ses antioxydants, qu'il possède en plus grande quantité que les autres cultivars. Le TRFX 306 est cultivé dans les collines de Nandi et autour du mont Kenya.
Toutefois, la grande quantité de polyphénols fait que le thé noir produit à partir de ce cultivar est très amer et astringent ; il n'est donc pas consommé seul, mais avec des baies sucrées ou des arômes pour rendre son goût plus agréable. Certaines entreprises transforment aussi ce cultivar selon la technique des thés verts afin de limiter son amertume.

## Commerce
L'exportation du thé est organisée autour du centre de vente aux enchères de Mombasa. Le Kenya exporte principalement vers le Soudan, l’Égypte, le Royaume-Uni et le Pakistan. Il s'agit de la seconde source de devises du pays, après l'horticulture.
A la fin des années 2010, les principaux importateurs de thé du Kenya voient leur demande baisser certains, comme le Royaume-Uni, l’Égypte et le Pakistan, à cause de la dépréciation respective de la livre, de la livre égyptienne et de la roupie pakistanaise, d'autres, tels que le Soudan, l'Iran et le Yémen, à cause de problèmes de solvabilité.

## Consommation
En 2017, le Kenya ne consomme localement que 6.6% de sa production ; les autorités kényanes souhaitent faire passer ce chiffre à 15̥ d'ici 2022, en développement la vente directe des producteurs et à l'aide de campagnes marketings, notamment en direction des jeunes du pays.